# Macarapana
Macarapana est l'une des cinq paroisses civiles de la municipalité de Bermúdez dans l'État de Sucre au Venezuela. Sa capitale est Carúpano, chef-lieu de la municipalité.